# هجوم الغردقة (2016)
هجوم الغردقة 2016 هو هجوم قام به مسلحان يوم الجمعة 8 يناير 2016، أسفر الهجوم عن مقتل أحد منفذيه، بالإضافة لإصابة أربعة آخرين.

## الهجوم
تمكنت قوات الأمن بمديرية أمن البحر الأحمر من إحباط هجوم انتحاري نفذه مسلحان على فندق بيلا فيستا، حيث تمكنت من قتل أحدهما وإصابة الآخر قبل أن ينفجر حزام ناسف كان بحوزتهما. الهجوم أسفر عن إصابة سائحين بجروح ومقتل أحد المهاجمين وإصابة آخر، السائحين المصابين هما من ألمانيًا ودنماركيًا. وقد وصل المهاجمين من البحر لتنفيذ الهجوم.
تم إغلاق جميع مداخل مدينة الغردقة تماما من قبل الأجهزة الأمنية المصرية بعد وقوع الهجوم. الفندق الذي وقع فيه الهجوم يقع بجوار ميدان أكوا فن بالغردقة، وتولى الجيش المصري مهمة حراسة كافة المراكز السياحية والمنشآت الاستراتيجية في محافظة البحر الأحمر بعد الهجوم.

## مسؤولية الهجوم
في مساء يوم الهجوم قال بيان منسوب لجماعة ولاية سيناء الموالية لتنظيم الدولة الإسلامية إن التنظيم مسؤول عن هجوم استهدف حافلة تقل سائحين من إسرائيل بمحافظة الجيزة في مصر. وقال البيان الذي نشر على الإنترنت إن الهجوم جاء استجابة لنداء زعيم الدولة الإسلامية أبو بكر البغدادي باستهداف اليهود في كل مكان، وإنه نفذ باستخدام الأسلحة الخفيفة وأسفر عن سقوط قتلى وجرحى في صفوف السائحين.